# 양평역 (양평)
양평역(楊平驛, Yangpyeong station)은 경기도 양평군 양평읍 양근리에 있는 중앙선의 철도역이자 수도권 전철 경의·중앙선의 전철역이다.

## 역명 유래
1908년에 양근군과 지평군을 통합하면서 이 두 지역의 통합 지명인 양평군의 이름을 따서 생긴 지은 이름이다.

## 역사
- 1939년 4월 1일 : 영업 개시[2]

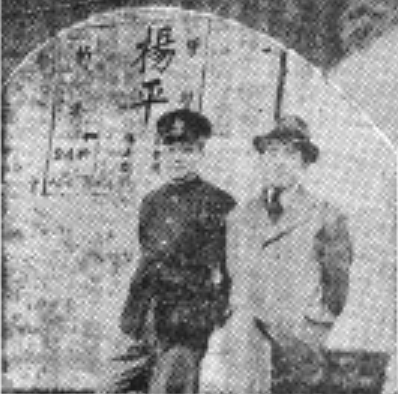
양평역 이정표. 전역에 간이역인 국수가 보인다.

- 1967년 9월 6일 : 역사 증축 준공
- 1972년 4월 1일 : 사무관역으로 승격
- 1977년 11월 1일 : 주사역으로 격하
- 1978년 7월 15일 : 사무관역으로 재승격
- 1987년 12월 9일 : 3급역으로 격하
- 1989년 1월 11일 : 역사 증축
- 1997년 10월 1일 : 소화물 취급 중지[3]
- 1999년 1월 1일 : 소화물 취급 중지[4]
- 2008년 6월 27일 : 임시역사 이전, 구 역사 철거
- 2009년 10월 31일 : 화물취급 중지[5]
- 2009년 12월 23일 : 수도권 전철 중앙선 개통[6]
- 2014년 11월 1일 : ITX-새마을 운행 개시
- 2017년 12월 22일 : 강릉선 KTX 운행 개시
- 2018년 3월 23일 : ITX-새마을 운행 재개
- 2020년 3월 2일 :   태백선 청량리 ~ 강릉 무궁화호 종점이 동해역으로 단축으로 영동선 동해행 누리로로 대체 및 무궁화호 일부정차운행(3월 3일부터 누리로로 대체 운행)
- 2020년 3월 3일 : 영동선 누리로(청량리 ~ 동해) 운행 개시
- 2021년 1월 5일 : ITX-새마을 운행 중지 및KTX-이음 운행 개시
- 2022년 11월 5일 : 누리로 철수 및 ITX-새마을 운행 재개
- 2023년 9월 1일 : ITX-마음 운행 개시
- 2023년 12월 29일 : 태백선 ITX-마음 무정차 통과

## 역 구조
승강장은 4면 6선의 쌍상대식 승강장으로 운용되지만, 광역전철 승강장의 경우 반대편으로 건너갈 수 없는 횡단불가 구조로 되어 있는 역이므로 이용에 주의가 필요한 역이다. 현재 2, 4, 5, 7번 승강장에 스크린도어가 설치되어 있다.

### 승강장
| ↑오빈(경의·중앙선)/↑덕소(중앙선) |
| ８７ \| ６５ \| ４３ \| ２１ \|  |
| 원덕(경의·중앙선)↓/용문(중앙선)↓ |

| 1   | ● 수도권 전철 경의·중앙선    | 사용하지 않음(단, KTX 선행대피를 위한 화물열차가 2번 승강장에 도착할 경우 사용) |
| 2   | ● 수도권 전철 경의·중앙선    | 원덕 · 용문 · 지평 방면                                                         |
| 3~4 | KTX                          | 만종 · 평창 · 진부 · 강릉 · 동해 방면                                           |
| 3~4 | 무궁화호 ITX-새마을 ITX-마음 | 원주 · 제천 · 안동 · 부전 · 동해 방면                                           |
| 5~6 | KTX                          | 상봉 · 청량리 · 서울 방면                                                       |
| 5~6 | 무궁화호 ITX-새마을 ITX-마음 | 덕소 · 청량리 방면                                                              |
| 7   | ● 수도권 전철 경의·중앙선    | 덕소 · 회기 · 문산 방면                                                         |
| 8   | ● 수도권 전철 경의·중앙선    | 사용하지 않음(단, KTX 선행대피를 위한 화물열차가 7번 승강장에 도착할 경우 사용) |

## 명칭 문제

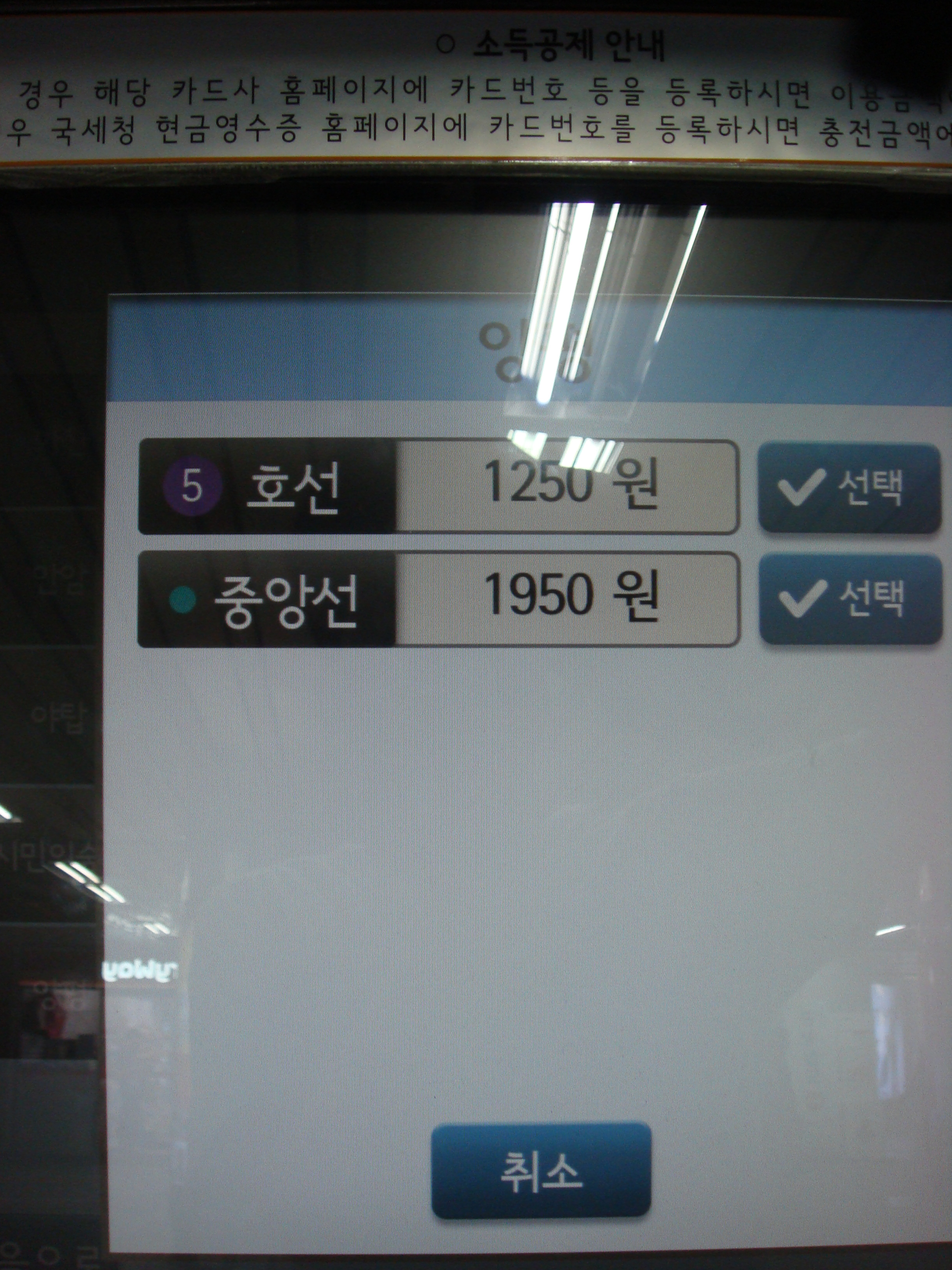
서울역 발매기에 표시된 두 노선 양평역

수도권 전철 경의·중앙선 양평역은 서울특별시 영등포구 양평동에 있는 수도권 전철 5호선(서울 지하철 5호선) 양평역(楊坪驛)과 한자 한 글자만 다르고 한글·로마자 표기와 발음이 모두 같다. 두 역 모두 수도권 전철에 속하는 역이기 때문에 1회용 교통카드 구매 시 혼란의 여지가 있으며, 양 역을 이동할 때 왕십리역, 공덕역에서 환승하여야 한다.

## 역 주변
- 양평읍사무소
- 오스타코아루아파트
- 코아루리버팰리스아파트
- 양평해모로아파트
- 양평초등학교
- 양평군청
- 양평교육지원청
- 양평시장
- 양평시네마
- 현대아파트
- 양일중학교
- 양일고등학교
- 양평중학교
- 국민건강보험공단 양평지사
- 양평시외버스터미널

## 이용객 변동
2009년 자료는 개통일인 2009년 12월 23일부터 12월 31일까지인 9일 기준으로 환산한 것이다.
| 노선        | 노선 | 일평균 인원수 (명/일) | 일평균 인원수 (명/일) | 일평균 인원수 (명/일) | 일평균 인원수 (명/일) | 일평균 인원수 (명/일) | 일평균 인원수 (명/일) | 일평균 인원수 (명/일) | 일평균 인원수 (명/일) | 일평균 인원수 (명/일) | 일평균 인원수 (명/일) | 각주  |
| 노선        | 노선 | 2005년                | 2006년                | 2007년                | 2008년                | 2009년                | 2010년                | 2011년                | 2012년                | 2013년                | 2014년                | 각주  |
| ----------- | ---- | --------------------- | --------------------- | --------------------- | --------------------- | --------------------- | --------------------- | --------------------- | --------------------- | --------------------- | --------------------- | ----- |
| 경의·중앙선 | 승차 | 미개통                | 미개통                | 미개통                | 미개통                | 2,897                 | 3,043                 | 3,482                 | 3,704                 | 3,854                 | 4,031                 | [ 7 ] |
| 경의·중앙선 | 하차 | 미개통                | 미개통                | 미개통                | 미개통                | 2,790                 | 3,113                 | 3,554                 | 3,720                 | 3,874                 | 4,059                 | [ 7 ] |
| 노선        | 노선 | 2015년                | 2016년                | 2017년                | 2018년                | 2019년                | 2020년                | 2021년                | 2022년                | 2023년                |                       | [ 7 ] |
| 경의·중앙선 | 승차 | 3,967                 | 3,978                 | 3,946                 | 3,632                 | 3,558                 | 2,357                 | 2,526                 | 2,919                 | 3,166                 |                       | [ 7 ] |
| 경의·중앙선 | 하차 | 4,023                 | 4,024                 | 3,992                 | 3,749                 | 3,669                 | 2,388                 | 2,581                 | 2,974                 | 3,243                 |                       | [ 7 ] |

## 사진

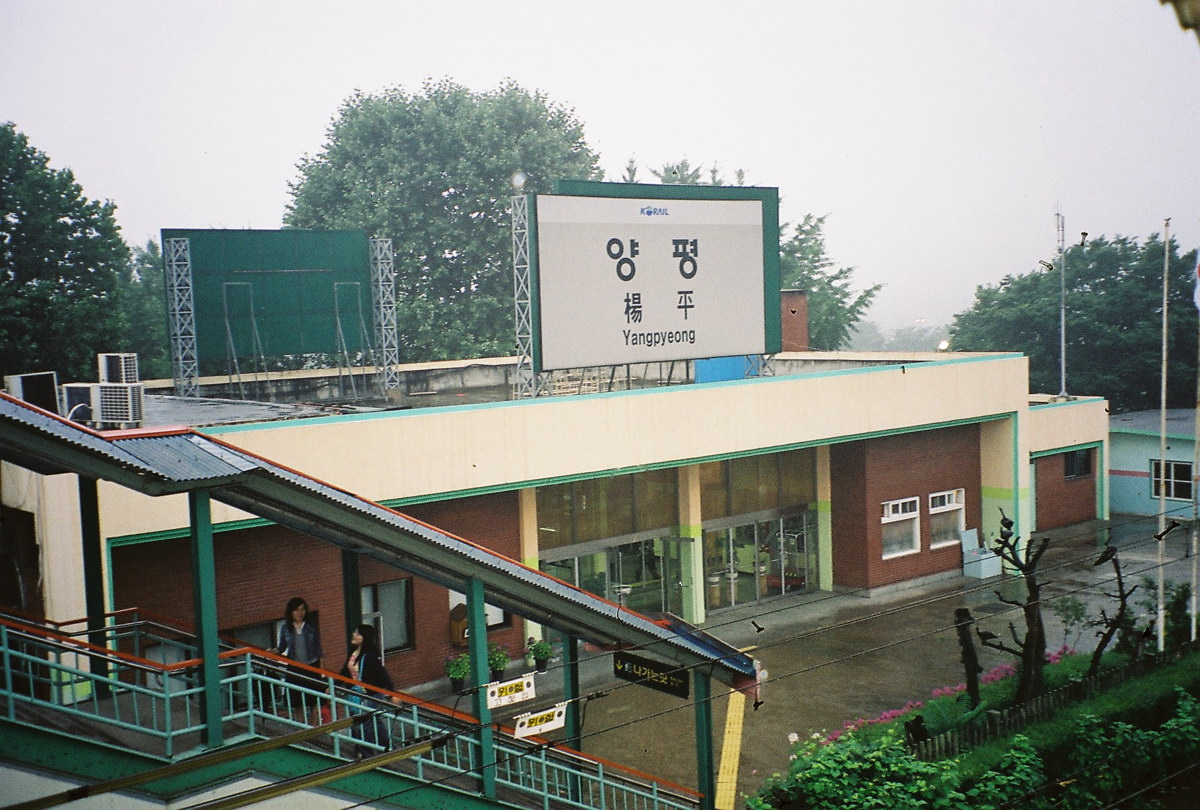
양평역 구 역사. 현재 철거되었다.
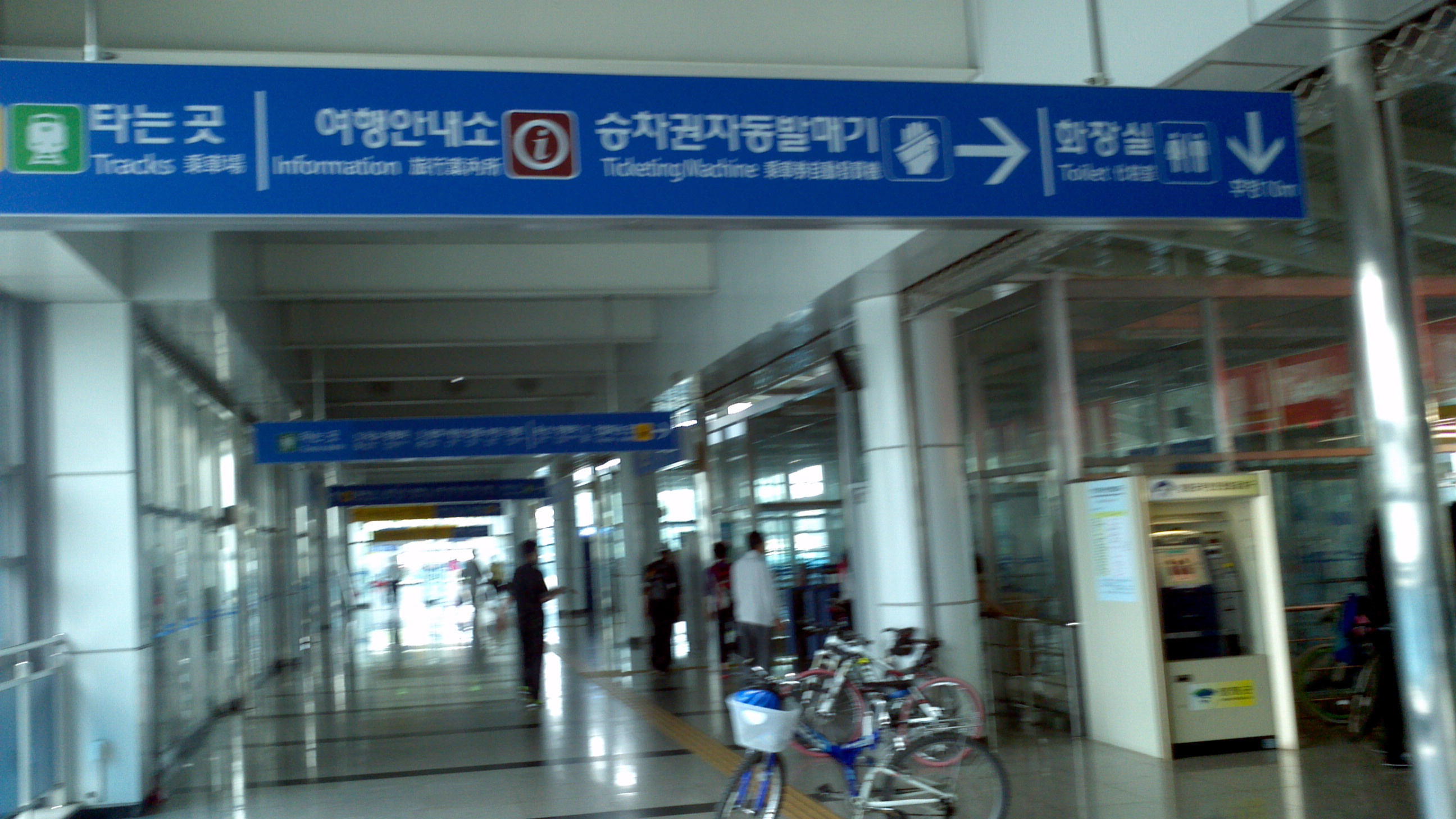
대합실
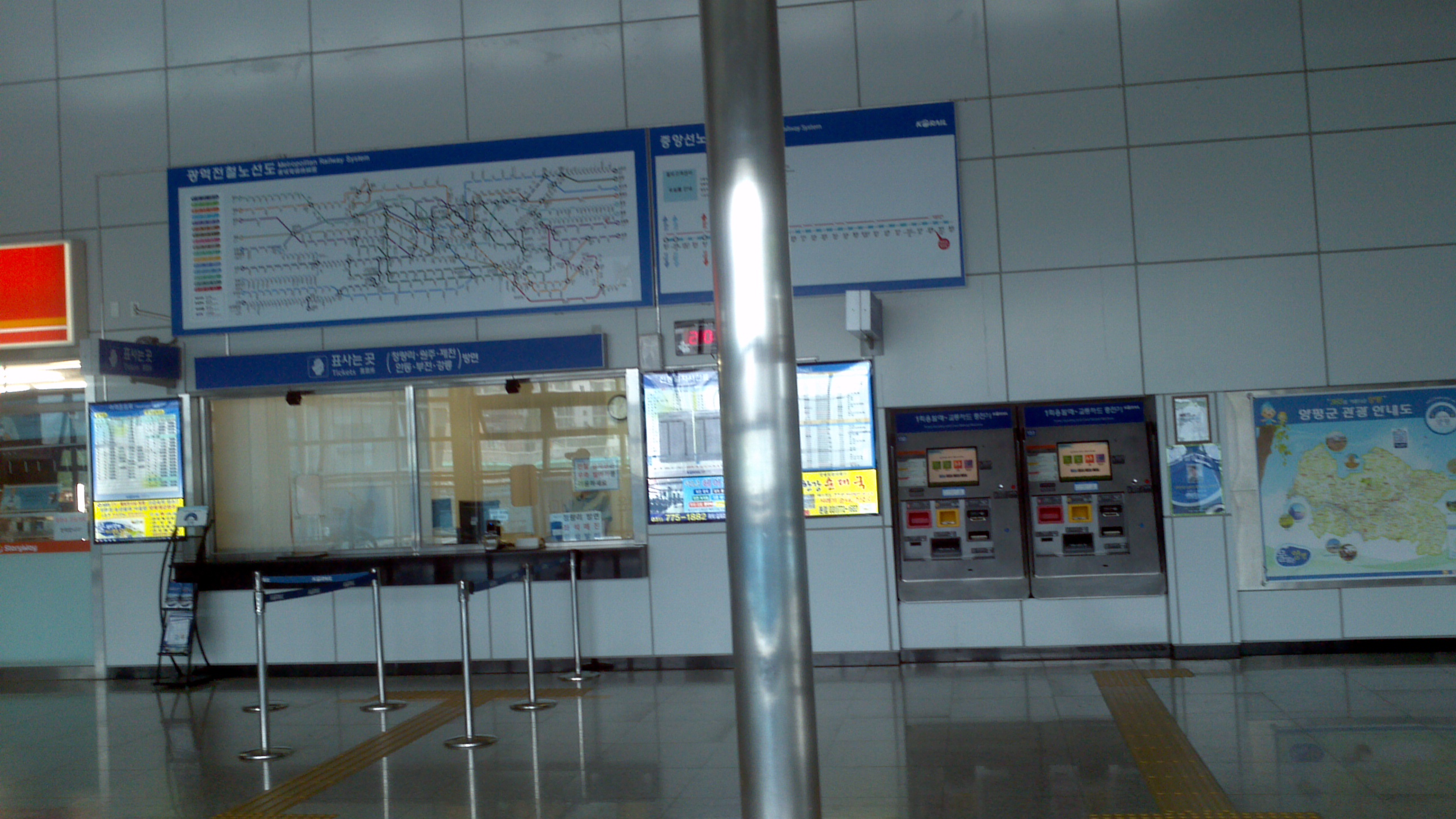
매표소
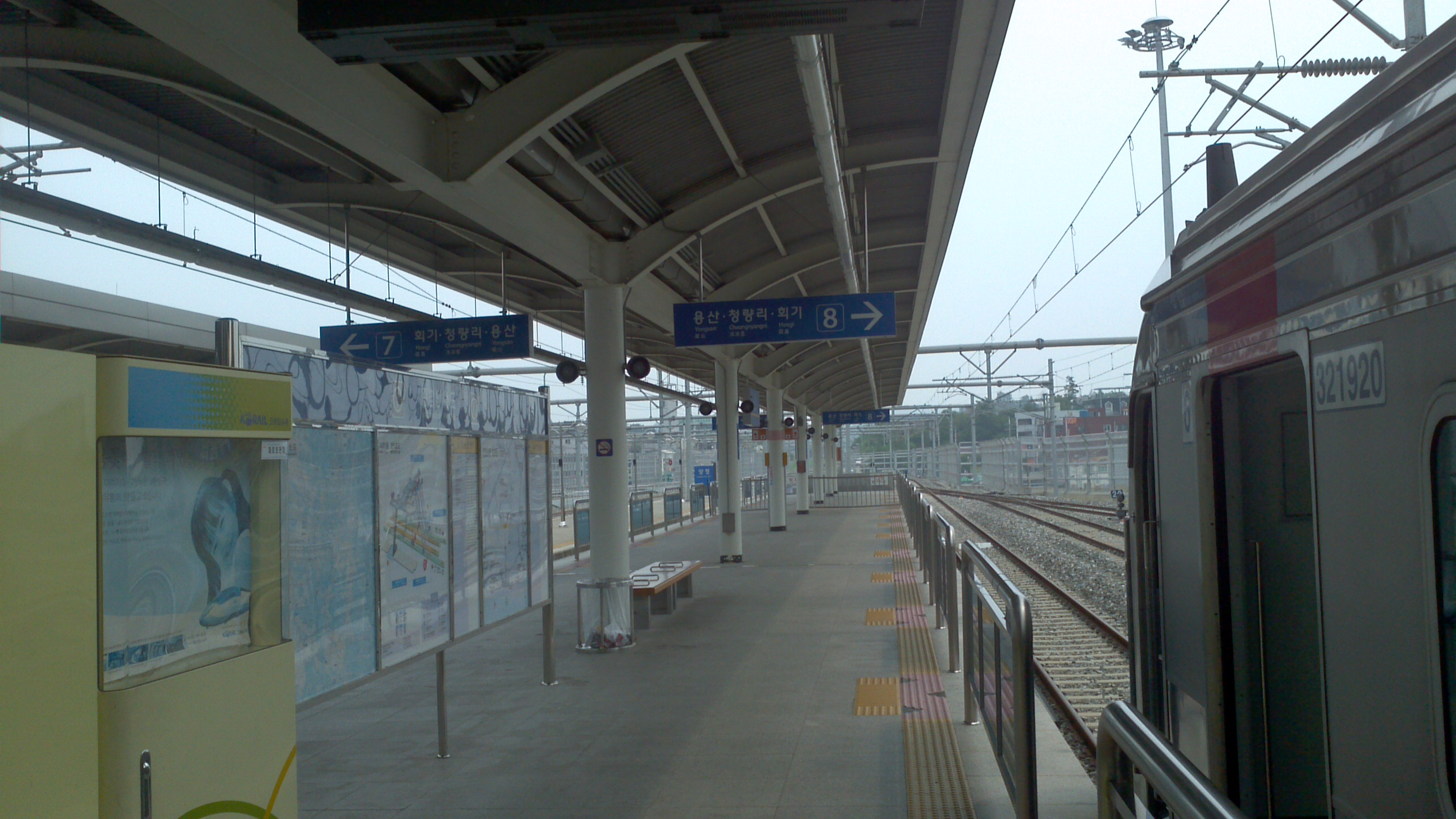
전철 승강장 (스크린도어 설치 전)
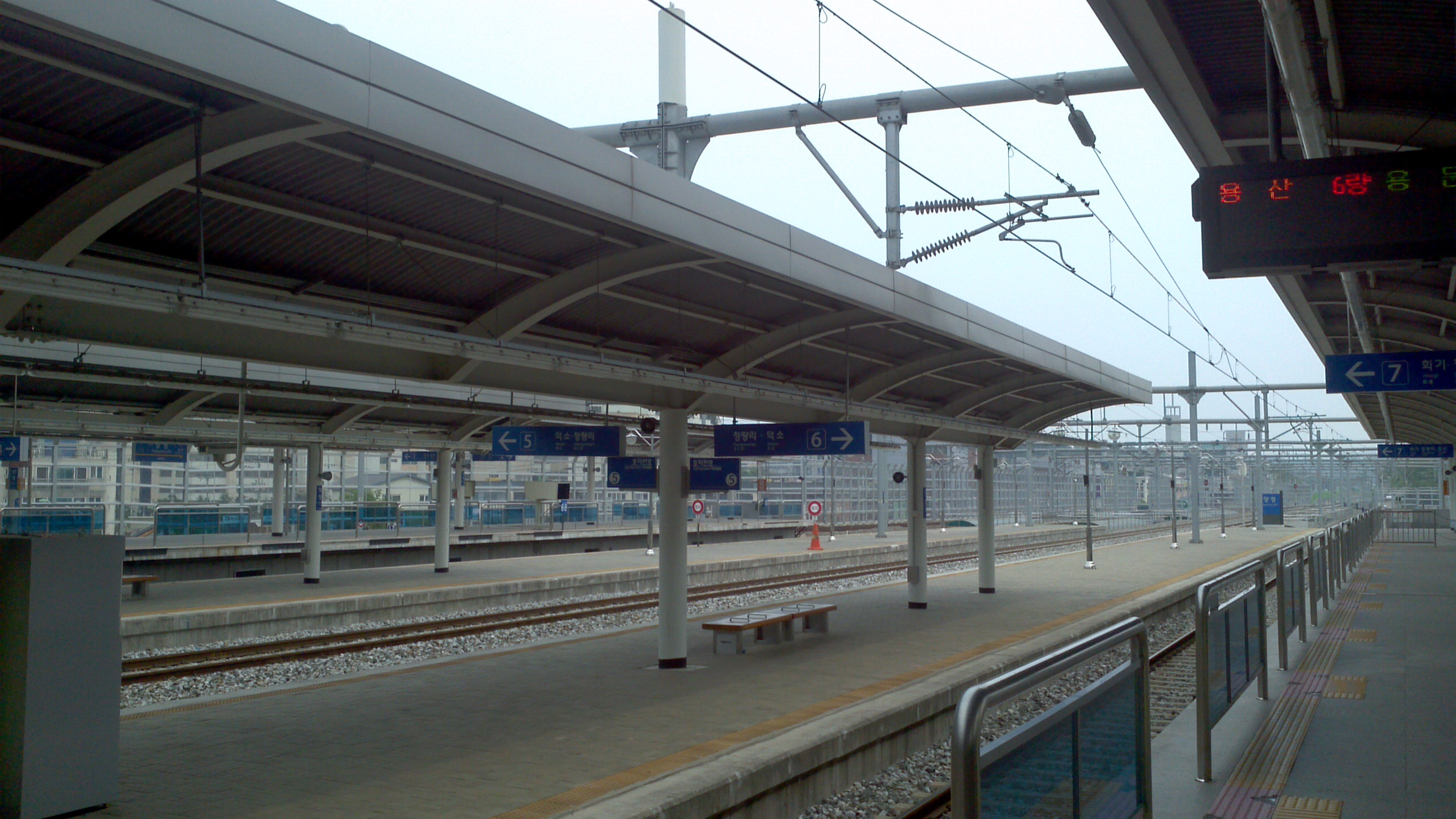
전철 승강장에서 바로본 일반열차 승강장
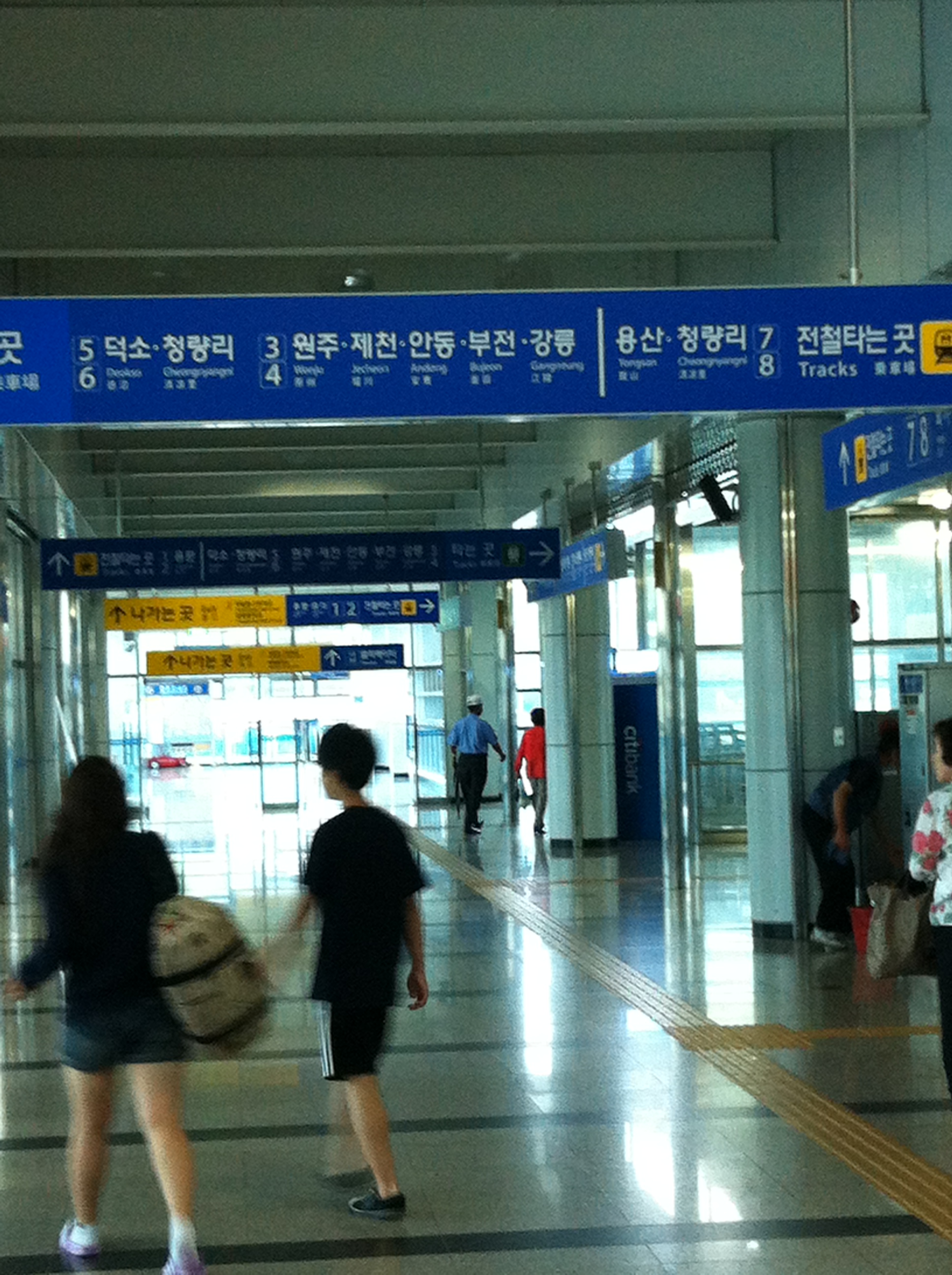
중앙선 열차 탑승 방향을 안내하는 안내판

## 인접한 역
| KTX                           | KTX                                                  | KTX                           |
| ----------------------------- | ---------------------------------------------------- | ----------------------------- |
| 덕소 행신 방면                | KTX 강릉선                                           | 서원주 강릉 방면              |
| 덕소 서울 방면                | KTX 영동선                                           | 서원주 동해 방면              |
| 상봉 서울 방면                | KTX 중앙선                                           | 서원주 부전 방면              |
| ITX-새마을                    |                                                      |                               |
| 덕소 청량리 방면              | ITX-새마을 중앙선                                    | 용문 부전 방면                |
| ITX-마음                      |                                                      |                               |
| 덕소 청량리 방면              | ITX-마음 중앙선                                      | 용문 부전 방면                |
| 무궁화호                      |                                                      |                               |
| 덕소 청량리 방면              | 무궁화 태백선                                        | 용문 동해 방면                |
| 광역전철 (중앙선)             |                                                      |                               |
| K134 오빈 문산 방면 문산 방면 | ● 수도권 전철 경의·중앙선 본선 완행 경의선 본선 급행 | K136 원덕 지평 방면 용문 방면 |
| K130 양수 문산 방면           | ● 수도권 전철 경의·중앙선 중앙선 급행                | K137 용문 방면                |